# Strada Statale 1 Via Aurelia
Die Strada Statale 1 (Kurzform: SS 1) ist eine Staatsstraße, die mit einer Länge von 697,30 km zu den wichtigsten Staatsstraßen im italienischen Straßennetz zählt.

## Die Via Aurelia
Die Via Aurelia ist eine alte Römerstraße, die von Rom aus bis Pisae (Pisa) bzw. Luna (Luni) entlang der Küste des Meeres führte.
Erst in späterer Zeit wurde der Name Via Aurelia auf ihre Fortsetzung, den küstennahen Teil der Via Aemilia Scaura und die Via Julia Augusta, ausgedehnt, wodurch sich die Via Aurelia schließlich bis hinter Arles erstreckte, um dort Anschluss an die Via Domitia zu finden. Die Strecke von Rom bis Arles beträgt 962 Kilometer.

## Die Via Aurelia heute
Die moderne Via Aurelia beginnt in der italienischen Hauptstadt Rom und führt entlang des Meeres nach Norden bis nach Ventimiglia an der Grenze zu Frankreich. Dabei durchquert sie mehrere italienische Regionen: Latium, die Toskana sowie Ligurien.
Die SS 1 beginnt im Stadtgebiet von Rom, wo sie zunächst nicht als SS 1 ausgeschildert ist. Erst ab dem Kreuz mit der A90 beginnt die eigentliche SS 1. Die Strecke wendet sich nach Osten und erreicht bei Torrimpietra die A12. Dort wendet sie sich nach Norden und führt nahe dem Tyrrhenischen Meer vorbei an der Stadt Tarquinia bis nach Grosseto.
Zwischen Grosseto und Livorno wird die SS 1 vierspurig geführt. (Variante Aurelia)
Von Pisa führt die SS 1 meist parallel zur A12 vorbei an der Stadt Viareggio. In Ligurien führt die SS 1 meist direkt an der Küste des Ligurischem Meer entlang. Hier verbindet sie die Städte La Spezia, Genua, Savona und Ventimiglia miteinander.
Im Ortsteil Grimaldi di Ventimiglia nahe Ventimiglia befindet sich die Grenze zu Frankreich, wo sie an die D 6007 anschließt und direkt nach Menton führt.

## Variante Aurelia
Die Variante Aurelia ist eine vierspurige Staatsstraße in der italienischen Region Toskana, die die Städte Livorno und Grosseto miteinander verbindet. Die Strecke ist innerhalb Italiens Straßennetz eine strada extraurbana principale, vergleichbar mit einer Autobahnähnlichen Straße.
Sie ist Bestandteil und Teilstück der wichtigen Fernverkehrsstraße Via Aurelia, die als Staatsstraße SS1 klassifiziert wird und die Städte Rom und Ventimiglia verbindet. Außerdem ist sie ein Bestandteil der E80.
Die Variante Aurelia verläuft parallel zur ursprünglichen Via Aurelia, die deshalb nach der Fertigstellung in den neunziger Jahren zu einer Provinzstraße (SP 152 in der Provinz Grosseto bzw. SP 39 in der Provinz Livorno) mit dem Namen „ex aurelia“ herabgestuft worden ist. Verwaltet und betrieben wird sie von der ANAS und ist in ihrem gesamten Verlauf mautfrei.
Der Ursprung der Variante Aurelia liegt an der Anschlussstelle Grosseto - sud, das Ende liegt an der Autobahnanschlussstelle Livorno (A12 Genua–Rom). Zwischen Anschlussstellen Quercianella und Livorno–Antignano ist sie unterbrochen.
Die Straße hat einen hohen Stellenwert für Wirtschaft und Tourismus, da sie die südliche Verlängerung der A12 darstellt und über sie Touristenorte wie Cecina, San Vincenzo und die Insel Elba erreichbar werden. Auch werden Industrie- und Hafenstandorte wie Rosignano Marittimo und Piombino angebunden.
Derzeit wird die Variante Aurelia zur A12 Genua – Livorno – Rom ausgebaut, da diese gegenwärtig zwischen Cecina und Civitavecchia unterbrochen ist. Im Jahr 2010 war Baubeginn des ersten Baulos, zwischen den Anschlussstellen Rosignano Marittimo und Cecina-nord.
Nach der Vollendung dieser Arbeiten wird die Variante Aurelia von der Anschlussstelle Rosignano M. nordwärts in Richtung Livorno führen, das fehlende Teilstück zwischen Quercianella und Livorno Antignano soll noch ergänzt werden.

### Streckenverlauf
| SS1 Variante Aurelia; zukünftige A12 |                                         |       |         |              |
|                                      | Streckenverlauf                         | km    | Provinz | Europastraße |
|                                      | Strecke Cecina - Grosseto sud Umbau zur |       |         |              |
|                                      | Übergang in die Via Aurelia             | 0     | GR      |              |
|                                      | Grosseto - sud                          | 0     | GR      |              |
|                                      | Grosseto - est                          | 4,2   | GR      |              |
|                                      | Grosseto Roselle SS 223 nach Siena      | 8,2   | GR      |              |
|                                      | Grosseto - nord                         | 10,7  | GR      |              |
|                                      | Area Servizio Grosseto - nord           | 11    | GR      |              |
|                                      | Area Servizio Braccagni - ovest         | 19    | GR      |              |
|                                      | Montepescali                            | 20    | GR      |              |
|                                      | Braccagni                               | 21,5  | GR      |              |
|                                      | Giuncarico                              | 25,7  | GR      |              |
|                                      | Gavorrano - Scalo                       | 36,8  | GR      |              |
|                                      | Area Servizio Gavorrano - nord          | 37,5  | GR      |              |
|                                      | Gavorrano                               | 41,1  | GR      |              |
|                                      | Scarlino                                | 46,1  | GR      |              |
|                                      | Area Servizio Scarlino - sud            | 47    | GR      |              |
|                                      | Follonica - est / Massa Marittima       | 48,8  | GR      |              |
|                                      | Area Servizio Follonica - nord          | 49    | GR      |              |
|                                      | Follonica - nord                        | 56,3  | GR/LI   |              |
|                                      | Vignale - Riotorto                      | 61,1  | LI      |              |
|                                      | Area Servizio Campiglia Marittima - est | 66    | LI      |              |
|                                      | Piombino - Venturina                    | 68,6  | LI      |              |
|                                      | Area Servizio Venturina - ovest         | 69    | LI      |              |
|                                      | San Vincenzo - sud                      | 77,6  | LI      |              |
|                                      | Area Servizio San Vincenzo - ovest      | 79    | LI      |              |
|                                      | San Vincenzo - nord                     | 81,6  | LI      |              |
|                                      | Area Servizio Le Colonne - est          | 82    | LI      |              |
|                                      | Donoratico - Castagneto                 | 88,8  | LI      |              |
|                                      | La California / Cecina - sud            | 100,6 | LI      |              |
|                                      | Area Servizio Cecina - ovest / est      | 102   | LI      |              |
|                                      | Cecina - centro                         | 104   | LI      |              |
|                                      | Cecina - nord nach Livorno              | 106   | LI      |              |
|                                      | Übergang in die nach Genova             |       |         |              |
|                                      | Strecke Cecina–Grosseto sud Umbau zur   |       |         |              |

### Zukünftige Planungen
| SS1 Variante Aurelia |                     |
| Gesamtlänge          | 39 km               |
| Regionen             | Toskana             |
| Beginn               | Rosignano Marittimo |
| Ende                 | Livorno             |

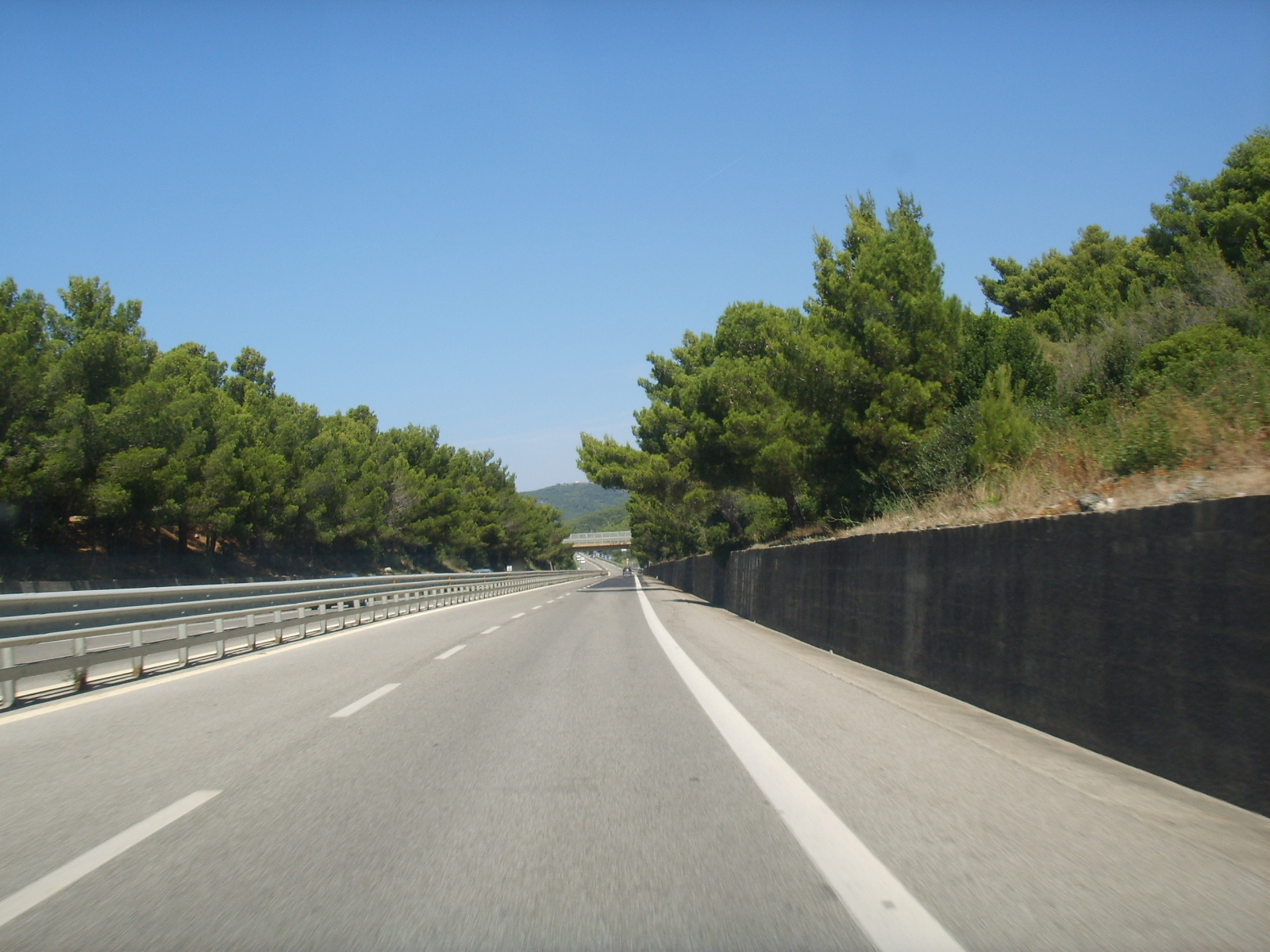
Die Variante Aurelia südlich von Livorno

Zukünftig dient die Variante Aurelia als vierspurige Durchgangsstraße von Livorno und als Verbindung zum Hafenstandort Rosignano Marittimo. Außerdem verkürzt sich die Strecke zwischen Livorno und der A12 in Richtung Rom.
| SS1 Variante Aurelia |                                                   |    |         |
|                      | Streckenverlauf                                   | km | Provinz |
|                      | Grosseto / Roma (Rosignano M.)                    |    | LI      |
|                      | Vada                                              |    | LI      |
|                      | Livorno / Genova (Rosignano M.)                   |    | LI      |
|                      | Rosignano Marittimo                               |    | LI      |
|                      | Rosignano - Solvay                                |    | LI      |
|                      | Castiglioncello                                   |    | LI      |
|                      | Area Servizio Spianate - est                      |    | LI      |
|                      | Chioma                                            |    | LI      |
|                      | Strecke Chioma - Maroccone/Antignano unterbrochen |    | LI      |
|                      | Quercianella (in Planung)                         |    | LI      |
|                      | Strecke Chioma - Maroccone/Antignano unterbrochen |    | LI      |
|                      | Livorno - Antignano                               |    | LI      |
|                      | Galleria Montenero (2200 m)                       |    |         |
|                      | Livorno - Montenero                               |    | LI      |
|                      | Galleria San Martino (300 m)                      |    |         |
|                      | Livorno - sud                                     |    | LI      |
|                      | Livorno - Porta a Terra                           |    | LI      |
|                      | Area Servizio Livorno - ovest/est                 |    | LI      |
|                      | Livorno - centro                                  |    | LI      |
|                      | Collesalvetti                                     |    | LI      |
|                      | Livorno - Zona Industriale                        |    | LI      |
|                      | Stagno                                            |    | LI      |
|                      | SGC FI-PI-LI                                      |    | LI      |
|                      | Genova - Roma (Livorno)                           |    | LI      |